# O Universo
O Universo é uma série científica de televisão de 2007 no formato de documentário.
O termo abordado pelo canal americano History Channel está em sua 8ª temporada (2014) e exibe alguns dos maiores segredos e mistérios do universo, apresentando fatos e teorias por meio de imagens geradas por computação gráfica, bem como de depoimentos e análises de renomados cientistas e especialistas nos campos da cosmologia, astronomia e astrofísica, tais como Alexei Filippenko, Clifford Johnson, Laura Danly e Michio Kaku.
O programa também levanta novas questões como a possibilidade de viagem no tempo e vida fora da Terra, o mistério das supernovas, universos paralelos, buracos negros e planetas fora do Sistema Solar.

## 1ª Temporada
1 - Segredos do Sol 

2 - Marte, o Planeta Vermelho	
				
3 - O Fim da Terra	
				
4 - Júpiter, o Planeta Gigante	
				
5 - A Lua		
			
6 - A Nave Terra	
				
7 - Mercúrio e Vênus, os Planetas Inferiores				
	
8 - Saturno, o Senhor dos Anéis			
		
9 - Galáxias Longínquas	
				
10 - Vida e Morte de Uma Estrela			
		
11 - Os Planetas Exteriores				
	
12 - Lugares Mortais			
		
13 - Em Busca do Extraterrestre			
		
14 - Além do Big Bang		

## 2ª Temporada
15 - Planetas Alienígenas		
		
16 - Buracos Cósmicos			
	
17 - Mistérios da Lua			
	
18 - A Via Láctea			
	
19 - Luas Alienígenas			
	
20 - Matéria Negra			
	
21 - Astrobiologia			
	
22 - Viagem Espacial			
	
23 - Supernovas				

24 - Constelações			
	
25 - Mistérios Inexplicados		
		
26 - Colisões Cósmicas			
	
27 - Colonizando o Espaço		
		
28 - Nébulas				

29 - Climas Selvagens do Cosmo		
		
30 - Gigantes do Espaço	
			
31 - Gravidade				

32 - Apocalipse Cósmico			

## 3ª Temporada
33 - Desastres espaciais.		
		
34 - Universos paralelos.		
		
35 - Velocidade da Luz.			
	
36 - Sexo no espaço.			
	
37 - Rostos Alienígenas.		
		
38 - Cometas e Meteoros Mortais.	
			
39 - Vivendo no Espaço.			
	
40. Detendo O Armagedom.		
		
41 - Outro planeta Terra.		
		
42 - Os fenômenos mais estranhos do espaço 
				
43 - O Limite do Espaço.	  	

44 - Fenômenos Cósmicos.			
 

## 4ª Temporada
45 - Estrelas da morte			
	
46 - Quando a lua desapareceu 		
		
47 - Caiu do espaço  			
	
48 - As maiores explosões do universo  	
			
49 - A caçada por planetas com anéis	
			
50 - Dez modos de destruir a terra   	
			
51 - Em busca dos aglomerados cósmicos 	
			
52 - Guerras no espaço    		
		
53 - O universo líquido 		
		
54 - Pulsares e quasares   		
		
55 - Ciência: Ficção e realidade  	
			
56 - Energia extrema			

## 5ª Temporada
57 - 7 Maravilhas do sistema solar	
		
58 - Marte: A nova evidência		
		
59 - Tempestade magnética		
		
60 - Viagem no tempo			
		
61 - Segredos das sondas espaciais	
		
62 - Ataque do asteroide 		
		
63 - Eclipse Total			
		
64 - O Futuro sombrio do sol		

## 6ª Temporada
65 - Catástrofes que mudaram os planetas 
		
66 - Nemesis: Gêmeo do mal solar	
		
67 - Como o sistema solar foi feito	

68 - Aterrissagem desastrosa em Marte	

69 - Piores dias no Planeta Terra	

70 - UFO: o negócio real		

71 - Deus e o Universo			

## 7ª Temporada
72 - Grandes, distantes e velozes 

73 - Sons extraterrestres         

74 - Nosso lugar na via láctea    

75 - Congelamento profundo        

76 - Universo microscópio         

77 - De carona no cometa          

78 - O espaço e a história        

## 8ª Temporada
- 79 - Stonehenge
- 80 - As Pirâmides
- 81 - Destruição Divina
- 82 - Estrela de Belém